# Newcastle Emlyn
Newcastle Emlyn is een plaats in het Welshe graafschap Carmarthenshire.

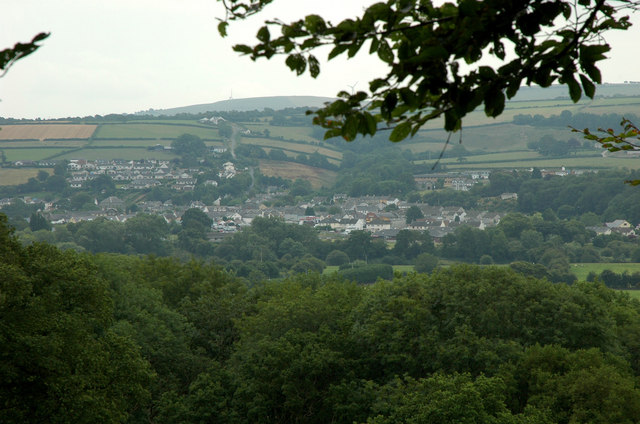
Panorama

Newcastle Emlyn telt 941 inwoners.